# Борис Стојковски
Борис Стојковски (Суботица, 3. јун 1982) српски је историчар и универзитетски професор.

## Биографија
Дипломирао је и магистрирао историју на Филозофском факултету Универзитета у Новом Саду. У магистарској тези обрадио је трговину робљем на Медитерану у средњем веку, док му је тема докторске дисертације била црквена историја Срема у средњем веку.
Редовни је професор медијевистике на Филозофском факултету у Новом Саду. Као гостујући професор предавао је на Универзитету у Пизи и неколико универзитета у Мађарској.
Био је осмоструки стипендиста Института DOMUS Hungarica Мађарске академије наука и уметности. Учествовао је на неколико десетина домаћих и међународних научних скупова, као и држао трибине српској заједници у Мађарској и Хрватској.
Члан је и предавач на трибинама у организацији НВО Центар за друштвену стабилност. Објавио је две самосталне и две коауторске монографије, неколико десетина радова у домаћим и међународним часописима и зборницима радова и колективним монографијама.
Председник је Одбора за историографске студије Центра за истраживање православног монархизма.
Бави се популаризацијом науке и српске историје.

## Одабрана дела
- „Бачки жупан Вид” (PDF). Споменица Историјског архива Срем. 7: 62—71. 2008.
- „Срем и покрет цара Јована Ненада”. Истраживања. Филозофски факултет у Новом Саду. 20: 249—255. 2009.
- „Прилози етничком и верско-идеолошком карактеру покрета цара Јована Ненада”. Извори о историји и култури Војводине: Зборник радова. 2. Нови Сад: Филозофски факултет. 2010. стр. 33—44.
- „Самуилово царство и Угарска” (PDF). Византијски свет на Балкану. 1. Београд: Византолошки институт. 2012. стр. 65—76. Архивирано из оригинала (PDF) 12. 03. 2021. г. Приступљено 31. 05. 2023.
- „Сремски бискупи 1229-1534”. Истраживања. Филозофски факултет у Новом Саду. 23: 161—180. 2012.
- „Августинци и доминиканци у средњовековном Срему” (PDF). Средњовековна насеља на тлу Војводине: Историјски догађаји и процеси. Сремска Митровица: Историјски архив Срем. 2013. стр. 149—161.
- „Цар Јован Ненад звезда падалица позног средњег века: Неколико разматрања о изворима” (PDF). Војвођански простор у контексту европске историје: Зборник радова. 2. Нови Сад: Филозофски факултет. 2014. стр. 181—190.
- Stojkovski, Boris (2015). „Between Habsburgs and Ottomans - Jovan Nenad movement in 1526-1527”. Балканот: луѓе, војни и мир. Скопје: Институт за национална историја. стр. 73—82.
- „Римокатоличка рецепција и житије Стефана Првовенчаног - Светог Симона: Историја, култ, прозелитизам”. Српска краљевства у средњем веку. Краљево: Град Краљево. 2017. стр. 199—214.
- Стојковски, Борис; Вуковић, Валентина; Ерцеган, Срђан (2018). Српска православна црква: Осам векова историје у слици и речи. Београд: Data status.
- Цар Јован Ненад: Живот, дело и наслеђе Црног Човека. Будимпешта: Српски институт. 2018.
- Stojkovski, Boris; Ivanić, Ivana; Spăriosu, Laura (2018). „Serbian-Romanian Relations in the Middle Ages until the Ottoman Conquest” (PDF). Transylvanian Review. 27 (2): 217—229. Архивирано из оригинала (PDF) 21. 01. 2022. г. Приступљено 31. 05. 2023.
- Свети Сава. Београд: Data status. 2020.
- „Византијска црква и њен утицај у Угарској (10-13. век)”. Осам векова аутокефалије Српске православне цркве. 1. Београд: Православни богословски факултет. 2020. стр. 137—147.
- „Од Херцеговине и Црне Горе до Ураха: Живот и дело Јована Малешевца”. Осам векова Српске православне цркве у Црној Гори од Зетске епископије до Митрополије црногорско-приморске (тематски зборник). Ниш: Центар за црквене студије. 2021. стр. 99—117.
- Крстић, Александар; Стојковски, Борис (2021). „Епархија бачка под османском влашћу” (PDF). Епархија бачка у осмовековној историји Српске православне цркве. Нови Сад: Филoзoфски фaкултeт. стр. 49—66.
- „Угарска у доба Јагелонаца и Срби у Угарској (1490-1526)”. Српски деспоти у Срему: Тематски зборник. Нови Сад: Матица српска. 2022. стр. 9—31.
- Стојковски, Борис; Петковић, Гордана; Ђурђев, Петар (2022). Поглавари Српске православне цркве. Београд: Храм Светог Саве; Народно дело.
- Римокатолички култови српских средњовековних светитеља (PDF). Нови Сад: Архив Војводине; Фондација Светозар Милетић; Црвени облак; Прометеј. 2022.
- Стојковски, Борис; Безрукова, Ивана (2022). Култ Светог Бенедикта код православних хришћана у средњем веку (PDF). Нови Сад: Архив Војводине; Фондација Светозар Милетић; Црвени облак; Прометеј.